# وزارت محیط زیست و استراتژی تغییر اقلیم (بریتیش کلمبیا)
وزارت محیط زیست و استراتژی تغییر اقلیم (انگلیسی: Ministry of Environment and Climate Change Strategy) وزارت محیط زیست و استراتژی تغییر اقلیم یکی از وزارتخانه‌های ایالت بریتیش کلمبیا در کانادا است. مسئولیت حفاظت، مدیریت و صیانت مؤثر از منابع طبیعی ایالت بر عهده این وزارتخانه است. این وزارتخانه در حال حاضر تحت نظارت جورج هیمن می‌باشد.

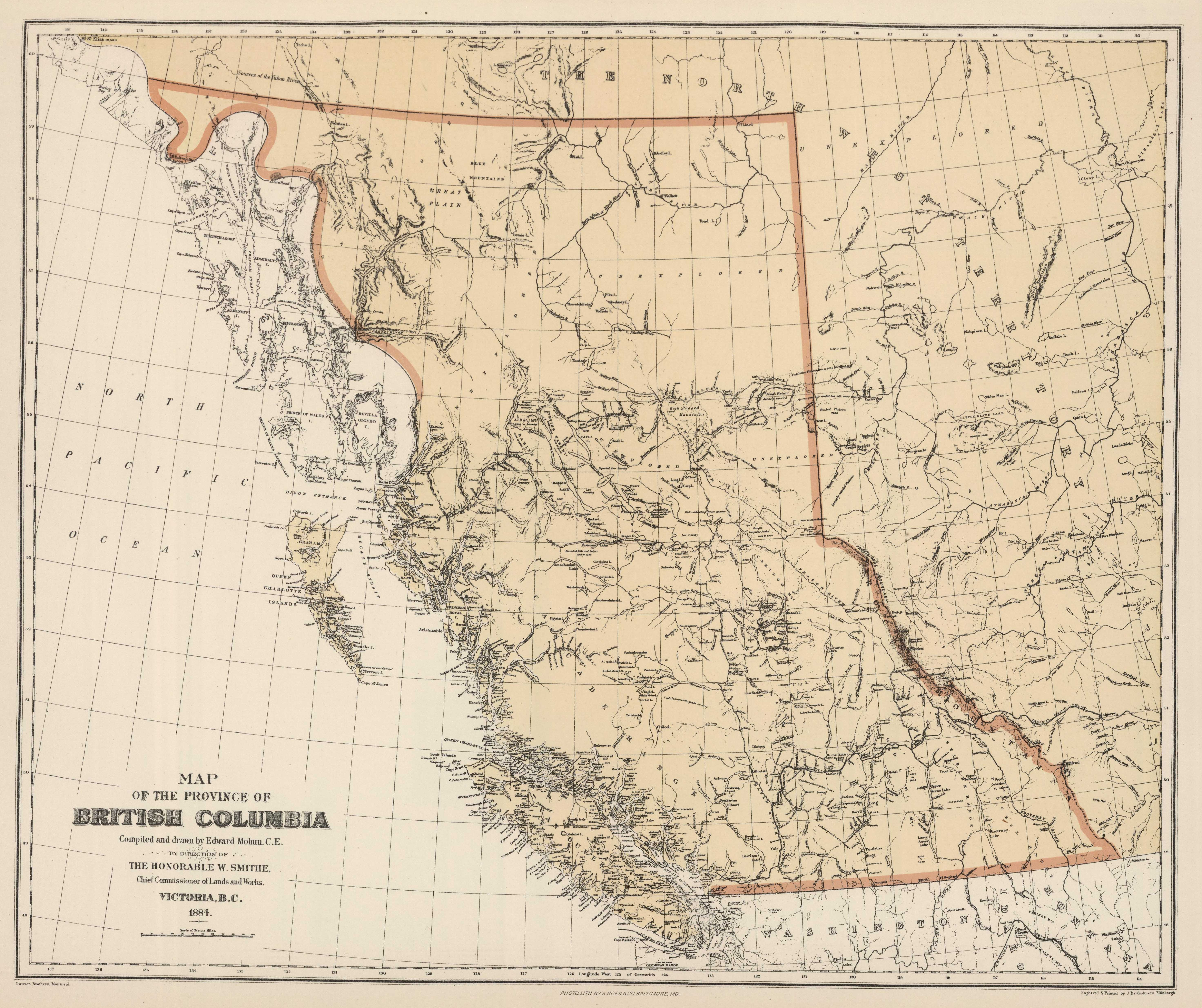
نقشه بریتیش کلمبیا توسط بخش اراضی و آثار در سال ۱۸۸۴ تهیه شده است

## تاریخچه
در سال ۱۸۷۱ پس از پذیرش مستعمره بریتیش کلمبیا برای اینکه در قلمرو کانادا قرار گیرد، بخش زمین‌ها و کارها تاسیس شد. این اداره مسئول مدیریت و نقشه‌برداری و تهیه نقشه از زمین‌های سلطنتی، ساخت و نگهداری خدمات عمومی، و تشویق اسکان اروپایی‌ها بود. در سال ۱۹۰۸، بخش دیگری به نام بخش اراضی که با اصلاحیه قانون اساسی منحل شد، مسئول مدیریت زمین‌های سلطنتی، بازرسی چوب، حفاظت از جنگل و مدیریت حقابه را بر عهده داشت. این اداره  بر تاسیس پارک استانی استراتوکونا، اولین پارک استانی بریتیش کلمبیا، در سال ۱۹۱۱ به طور قابل‌ توجهی نظارت داشت.
در سال ۱۹۴۵، بخش اراضی مجددا به عنوان "بخش اراضی و جنگل‌ها" تاسیس گردید. این سازمان مسئول مدیریت تمام زمین‌های عمومی، اجرای حقابه، و مشخص‌ کردن محل برای اسکان سربازان برگشته از جنگ جهانی دوم بود. این اداره در سال ۱۹۶۲ پس از سازماندهی مجدد به "اداره اراضی، جنگل‌ها و منابع آبی" تغییر نام داد.  
در سال ۱۹۷۵، وزارت محیط زیست بر اساس قانون «فرمان شورا» تحت عنوان اداره محیط زیست تاسیس شد. این اداره مسئول مدیریت و حفاظت از منابع زمینی، هوایی و آبی از جمله اراضی سلطنتی به جز امور تحت صلاحیت اداره جنگل‌ها، حقابه و کنترل آلودگی را برعهده داشت. در سال ۱۹۹۱، این اداره با "وزارت اراضی و پارک‌ها" تحت عنوان "وزارت محیط زیست، اراضی و پارک‌ها" ادغام گردید.
سرانجام پس از انتخابات عمومی ۲۰۱۷ بریتیش کلمبیا، این وزارتخانه با تاکید بر پرداختن مستقیم به مساله تغییرات اقلیم در این ایالت به "وزارت محیط زیست و استراتژی تغییرات اقلیم" تغییر نام داد.

## سازمان‌های تحت پوشش

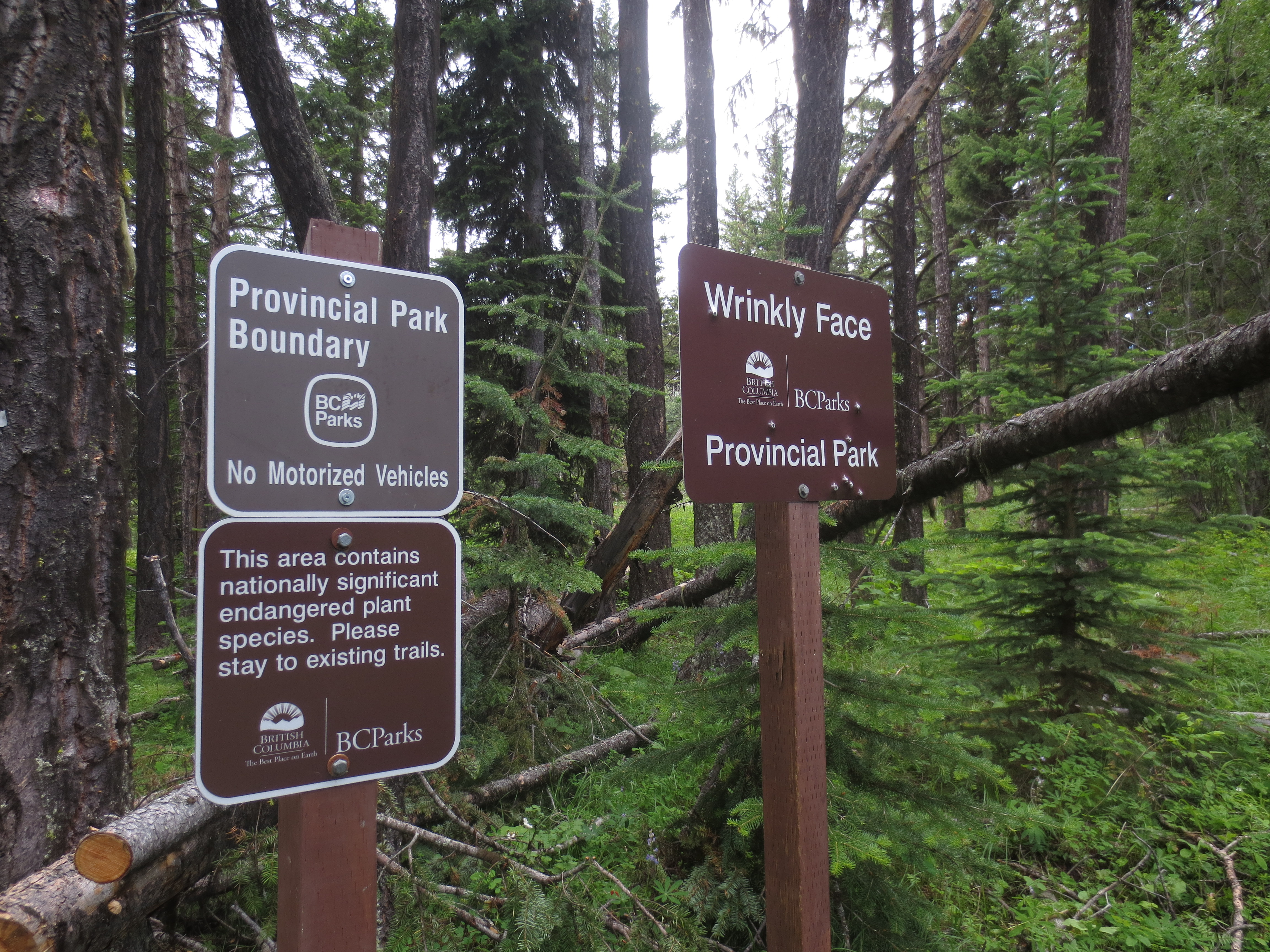
تابلوهای پارک‌های بریتیش کلمبیا در پارک ایالتی ورینکلی فیس

- اداره پارک‌ها: مناطق حفاظت شده را تعیین و مدیریت می‌کند.
- خدمات آتش نشانی: موضوع اطفاء حریق در سراسر ایالت را هماهنگ می‌کند.
- دبیرخانه اقدام اقلیمی: اقدامات زیست‌محیطی را نظارت و برنامه‌ریزی می‌کند و اجرای اقدامات مناسب نسبت به سازگاری با تغییر اقلیم را هماهنگ می‌سازد.[۷]
- سرویس افسر حفاظت: سیاست‌های حفاظت از محیط زیست بریتیش کلمبیا و کانادا را در این ایالت اجرا می‌کند.
- دفتر ارزیابی زیست‌محیطی: هماهنگی و ارزیابی مسائل زیست‌محیطی طرح‌های بزرگ توسعه در ایالت را انجام می‌دهد.
- خدمات حمل و نقل: شبکه حمل و نقل منطقه‌ای مترو ونکوور از جمله راه‌آهن مسافربری اسکای‌ترین (ونکوور) و وست کوست اکسپرس را اداره می‌کند.

## قانون گذاری

### هوای پاک بریتیش کلمبیا
در دسامبر ۲۰۱۸، جان هورگان از حزب دموکراتیک جدید و اندرو ویور از حزب سبز کانادا به طور مشترک برنامه هوای پاک ایالت را اعلام کردند. با این برنامه انتشار گازهای گلخانه‌ای ایالت به ۷۵٪ خواهد رسید. این طرح برای کاهش ۴۰ درصدی انتشار گازهای گلخانه ای تا سال ۲۰۳۰ در مقایسه با سطح سال ۲۰۰۷ طراحی شده است. پیش‌بینی می‌شود بیشتر بودجه این طرح از محل مالیات بر کربن ایالت تامین گردد.